# Transporte en León (España)

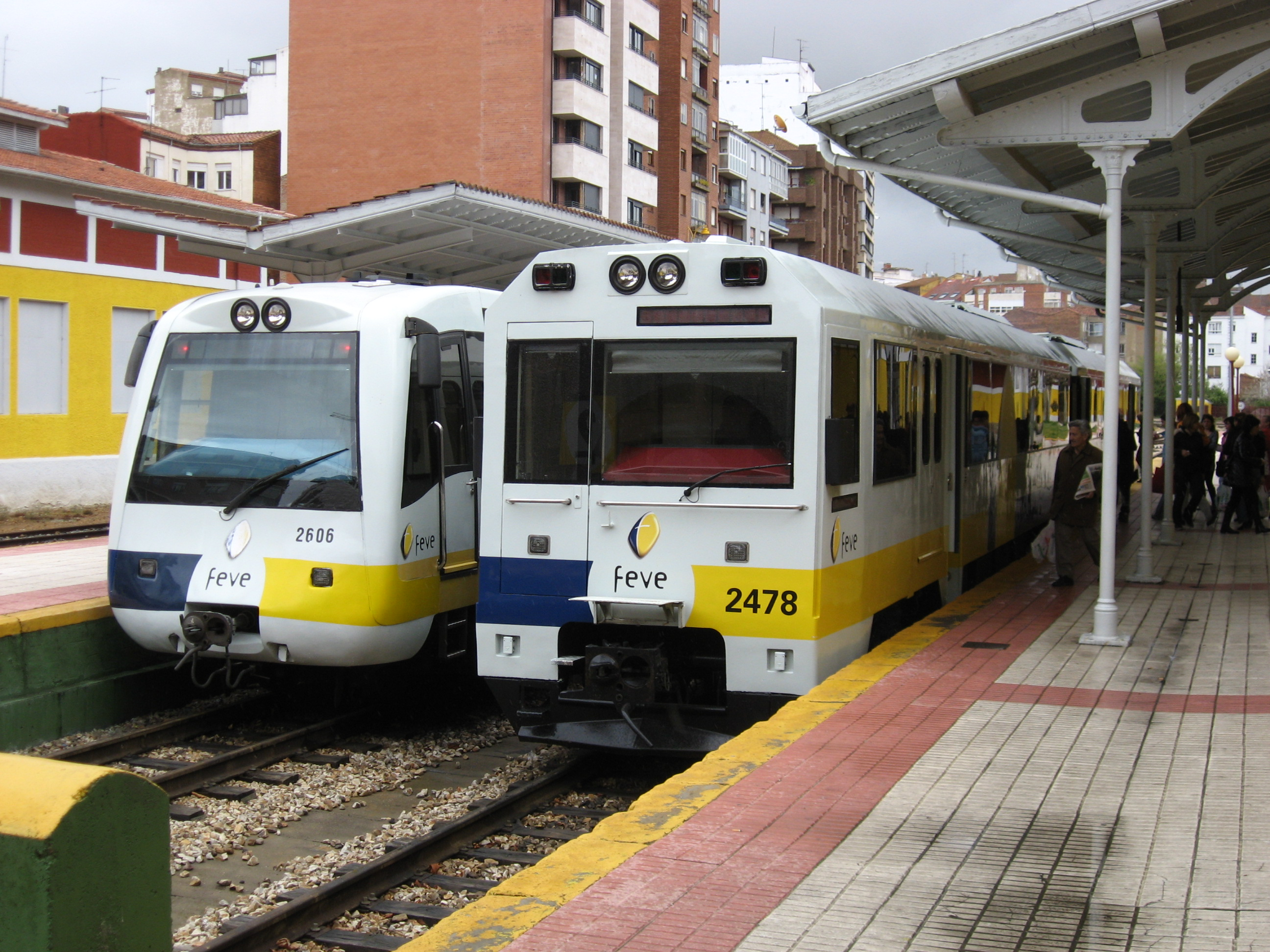
Trenes de las cercanías de Feve, en la estación de Matallana.

El transporte de León es una red de comunicaciones que permite el movimiento de mercancías y viajeros entre los distintos puntos de la ciudad de León y entre esta y otros municipios. Esta comunicación se produce mediante varios medios, como puede ser el tren, el cercanías, el autobús, urbano o interurbano, o simplemente la red de carreteras, que permite los traslados mediante transporte privado.
Por León circulan 13 líneas de autobuses urbanos de Alesa, reforzadas con otras tantas interurbanas entre León y los municipios del alfoz, una línea de cercanías operada por la empresa pública Feve, y líneas de tren de media y larga distancia, incluida la alta velocidad.

## Transporte urbano

### Autobuses

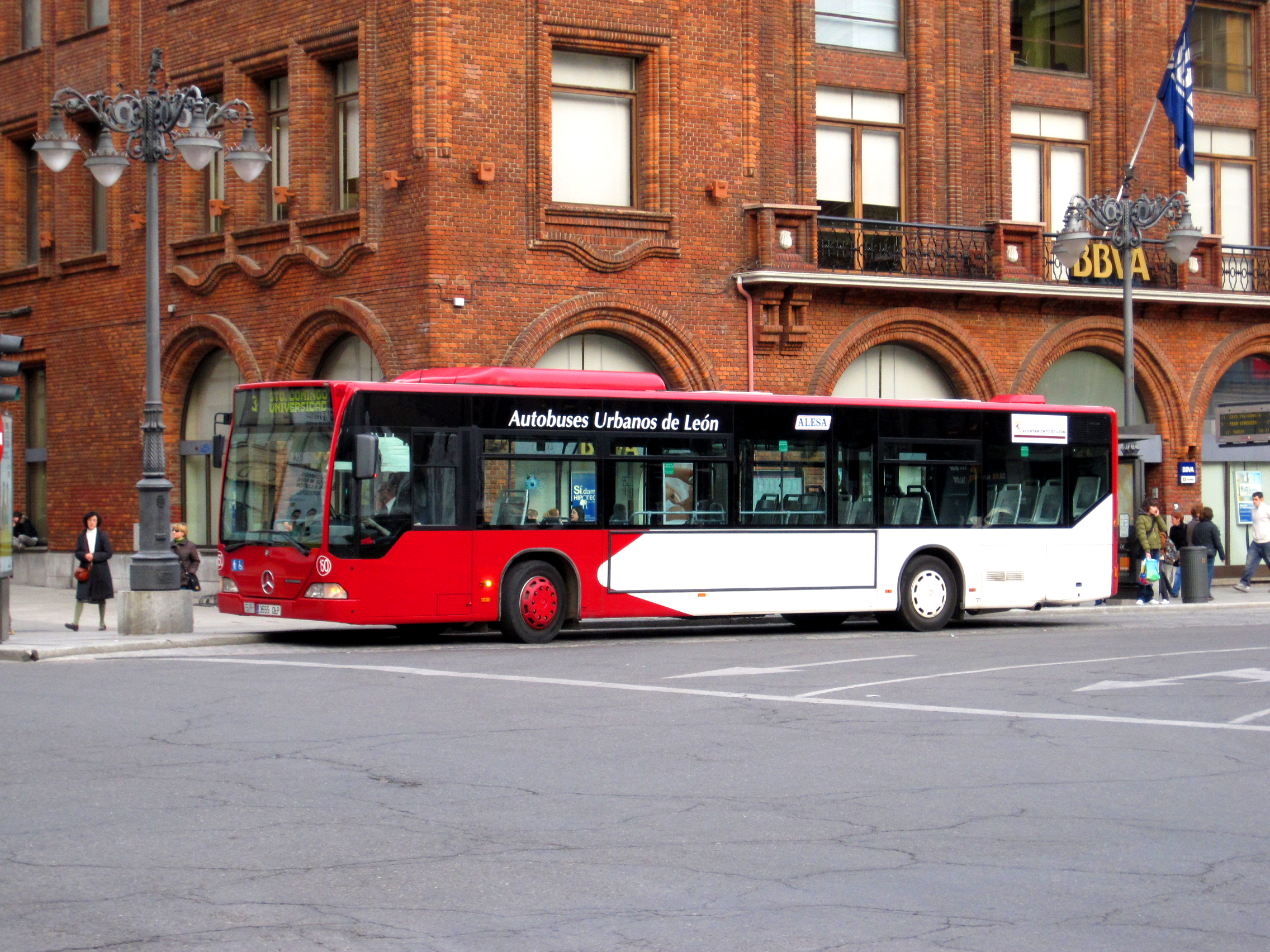
Los autobuses urbanos de León se reconocen por su característico color rojo.

El transporte urbano en León es gestionado por la empresa Alesa, filial del grupo ALSA. Presta servicio mediante una red de 13 líneas en el núcleo urbano de la capital y las pedanías de Armunia, Trobajo del Cerecedo y Oteruelo de la Valdoncina, con las que se transporta a unos cuatro millones de viajeros al año.
A través del Plan de Movilidad Urbana Sostenible (PMUS) de 2010 se procuró una reordenación de las líneas para mejorar el transporte público —nuevamente modificadas en 2013 y 2017— que incluía la puesta en marcha de una red de carril-bus, en la que además del ya ejecutado en los accesos al Hospital se abrió uno en la Avenida Fernández Ladreda que fue eliminado al año siguiente. En 2020 se establecieron carriles con prioridad para bus-taxi-bici en varias calles como República Argentina, Alcalde Miguel Castaño, la plaza de Santa Ana o la avenida de Palencia.

### Cercanías
La empresa Renfe mantiene en funcionamiento un servicio de Cercanías entre las localidades de León y Guardo aprovechando la línea de ferrocarril que discurre entre León y Bilbao. Este servicio atraviesa en su recorrido los municipios de León, Villaquilambre y Garrafe de Torío, así como la Montaña. Esta línea también formará parte del futuro tranvía de León.
La línea  recorre la distancia de unos 100 km que separan las dos localidades de los extremos en casi tres horas, y dispone para ello de varios trenes por sentido con diferentes frecuencias en función del destino, que se reducen en fines de semana y festivos. Actualmente circulan por esta cercanía unidades de las series 2600 y 2700. Tras la localidad de San Feliz, el servicio se extiende hasta Cistierna y tras ésta hasta Guardo, aunque con diferente régimen tarifario.
Actualmente circulan por esta cercanía unidades de las series 2400 y 2600, estando a la espera de la recepción de un nuevo modelo que vendrá a sustituir a las primeras unidades.

### Tranvía

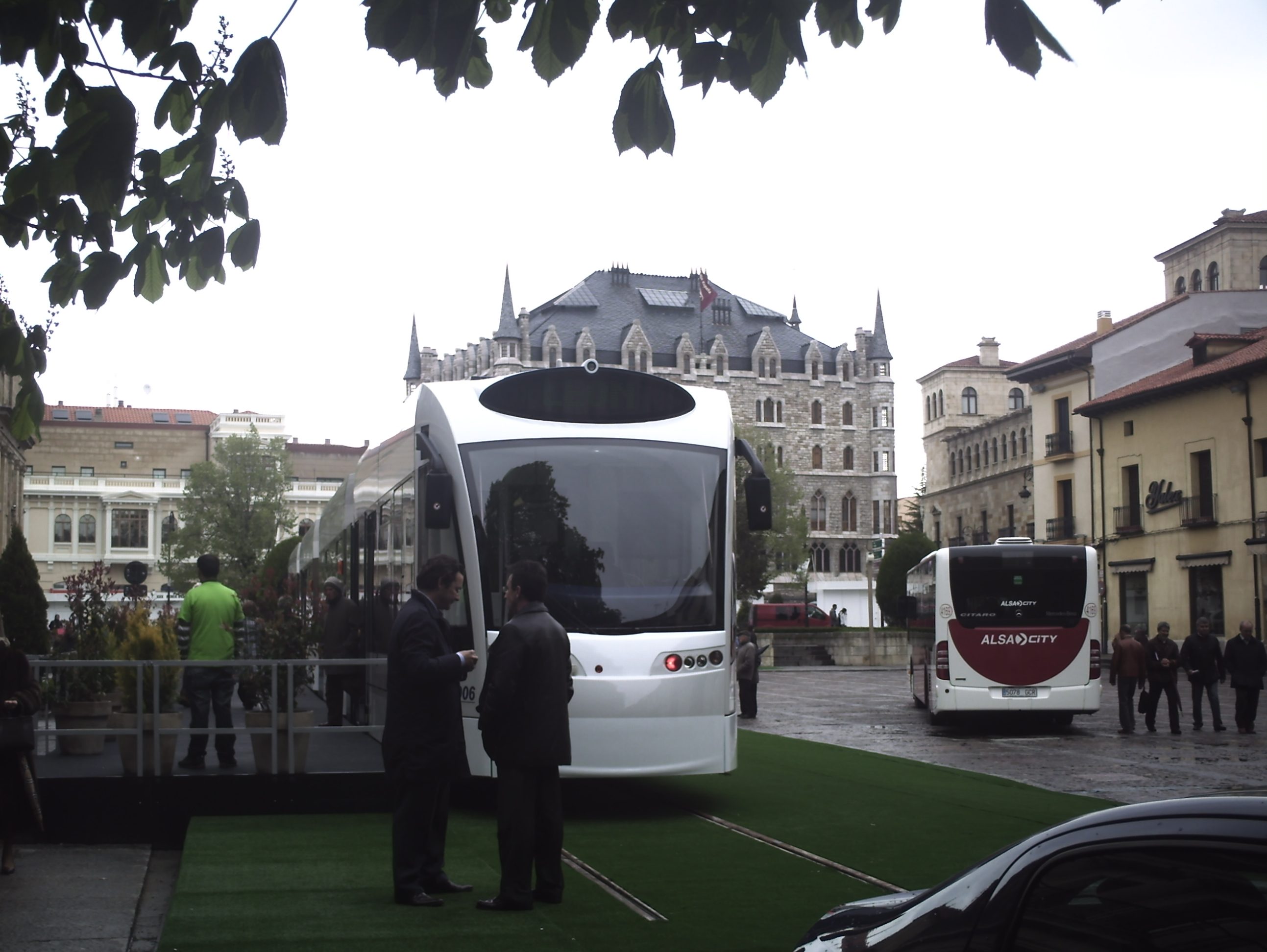
Presentación del Plan de Movilidad Urbana Sostenible (PMUS) de León.

El tranvía de León, aún en proyecto, es el medio de transporte en torno al cual el Ayuntamiento pretende articular la ciudad en el futuro. Para ello, se plantean dos líneas, la primera, que empezaría a construirse a finales de 2009 y sería inaugurada en 2011, recorrería la distancia entre Puente Castro y el Área 17, donde se ubicarían los talleres, y la segunda, que previsiblemente comenzaría a construirse una vez inaugurada la primera y que recorrería la distancia entre Armunia y los Hospitales, pasando por la Universidad de León.
El pleno municipal de León aprobó el estudio de viabilidad el 27 de febrero de 2009, dando luz verde a la primera línea, que arrancará de Área 17, pasara a través de Eras de Renueva por la avenida de los Reyes Leoneses, para, bordeando la plaza del Auditorio de León, recorrer las calles Suero de Quiñones y Padre Isla, esta última en vía única, cruzar la Plaza de Santo Domingo, y a través de la calle Independencia, también en vía única, bajar por la calle Corredera hacia la avenida Fernández Ladreda y a través de la avenida Alcalde Miguel Castaño llegar a Puente Castro. La línea contará con una longitud de unos 6,5 km, se construirá en la mayor parte del trazado con doble vía UIC, y permitirá salvar el recorrido de la misma en poco más de 20 minutos, con unas frecuencias de entre 8 y 10 minutos de servicio, en un horario que irá de 7h a 24h. Se prevé que la demanda de esta línea será cercana a los 4 millones de viajeros.
El proyecto del tranvía viene precedido de un plan de movilidad, con el que se pretende perfilar definitivamente las líneas, además de crear aparcamientos disuasorios en los lugares donde son más demandados. Además, la integración del ferrocarril de Feve hará que se soterren 2,6 km de su recorrido, eliminando así la línea divisoria en la zona norte de la ciudad, creando un pasillo verde y mejorando la imagen global de la ciudad.

### Bicicleta

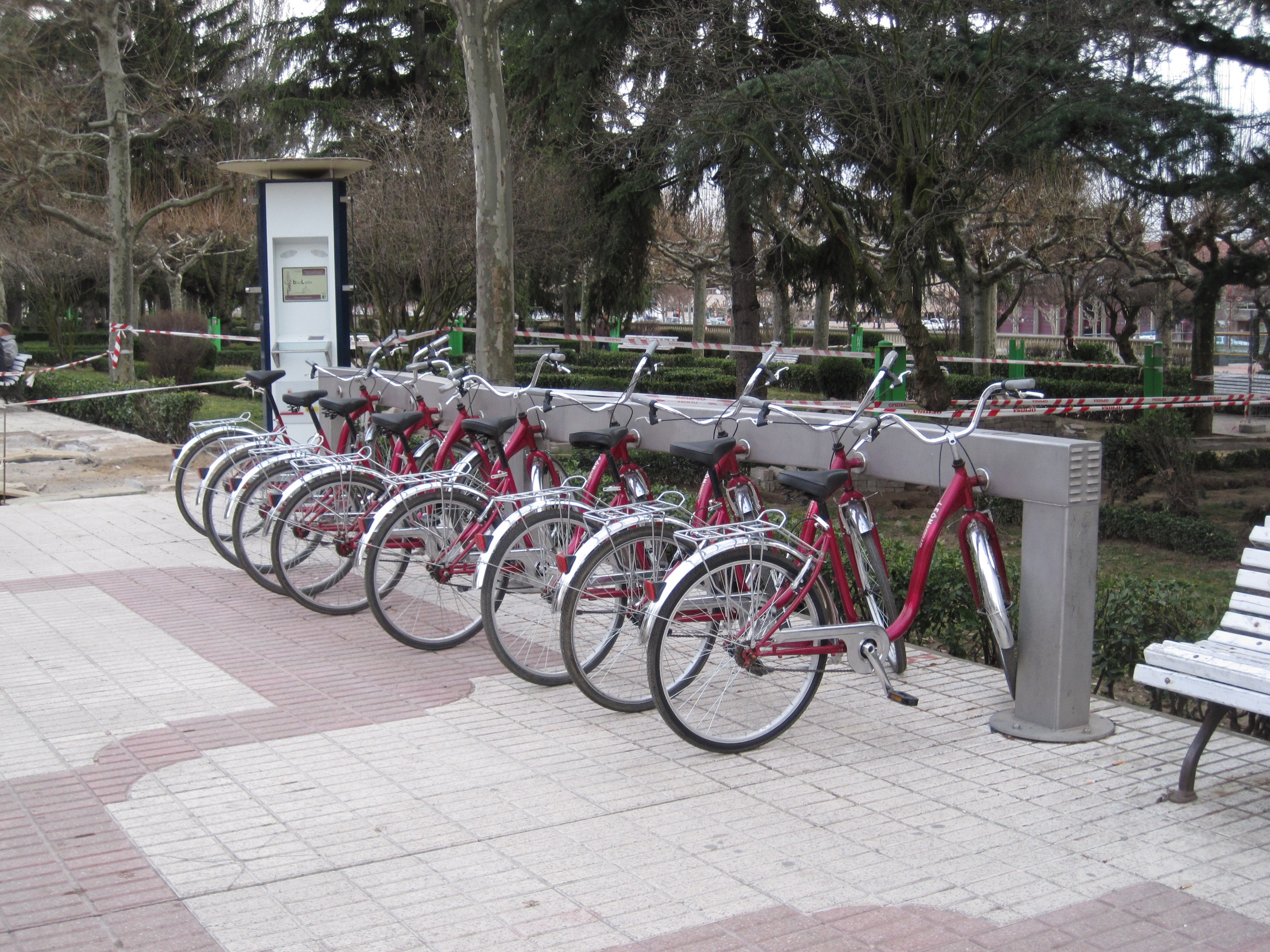
Estación del servicio de préstamo de bicis de la ciudad.

La ciudad de León cuenta con una red de carril-bici escasa e incompleta, en la que los mayores itinerarios se reducen a las riberas del río Bernesga y del río Torío como elementos de esparcimiento, nunca de transporte de masas. Fuera de estos grandes itinerarios, por la ciudad se encuentran varios tramos de carril-bici inconexos y sin utilidad alguna aparte de la ya mencionada función de zonas de esparcimientos para los ciudadanos de León. 
No obstante, en los últimos años y ante cierta presión popular por parte de los habitantes de la ciudad, se está poniendo cierto empeño en ampliar la escasa red de carriles bici de la ciudad, con el fin de conseguir que la bici se convierta en un medio de transporte relevante en los desplazamientos diarios de la gente. Así, en 2007 se inició la construcción de un carril bici de 2,5 kilómetros, hoy inaugurado, paralelo a la ronda este y que recorre la periferia del campus universitario. Esta iniciativa se vería complementada poco después con la adecuación de 900 metros de carril-bici en el PAU de la Universidad.
Con motivo del nuevo Plan de Movilidad Sostenible de 2010, encargado para estudiar las posibilidades de desviar a los viajeros que usan el automóvil hacia otros medios de transporte, el ayuntamiento se embarcó en un ambicioso plan para expandir el uso de la bici por la ciudad. De este modo, se pretendía potenciar el préstamo de bicicletas, aumentando el número de puestos municipales destinados a tal fin de 4 a 16 y la creación de un buen número de aparca-bicis, que comenzaron a instalarse en el campus universitario y que se expandieron a lo largo de 2009 por toda la ciudad, incidiendo con especial interés en los principales focos atractores de viajeros de la ciudad. El ayuntamiento también acometió la construcción de varios nuevos itinerarios de ciclo-carril que facilitaran recorrer la ciudad desde la Plaza de Toros hasta el campus universitario a través de 3,5 kilómetros, convirtiendo al barrio de San Claudio, al igual que el campus universitario, en Zona 30. A esto se sumaron tres carriles-bici segregados a lo largo de la Avenida Fernández Ladreda, de unos 800 metros, en el barrio de La Palomera, de unos 1.400 metros, y en la Avenida Reyes Leoneses, de dos kilómetros.
Un lustro después, en 2016, el ayuntamiento retomó la creación de infraestructuras ciclistas con nuevos ciclo-carriles con velocidad limitada a 30 kilómetros por hora. Se reformaron, así, varias calles de dos carriles de circulación limitando la velocidad del carril derecho (compartido con los ciclistas) y colocando cojines berlineses para pacificar el tráfico. Los ejes afectados en esta ocasión fueron las principales vías de entrada o salida del centro, entre ellas Corredera, Santa Nonia, Independencia, Padre Isla y Álvaro López Núñez. En el alfoz de la capital, la mayor actuación tuvo lugar en Trobajo del Camino, donde se crearon tres kilómetros de carril-bici segregado en la Avenida Párroco Pablo Díez.
Posteriormente, en 2019 se implantó doble carril-bici en la Avenida Ordoño II y se amplió el existente en la margen izquierda del río Bernesga.

## Transporte interurbano

### Carretera

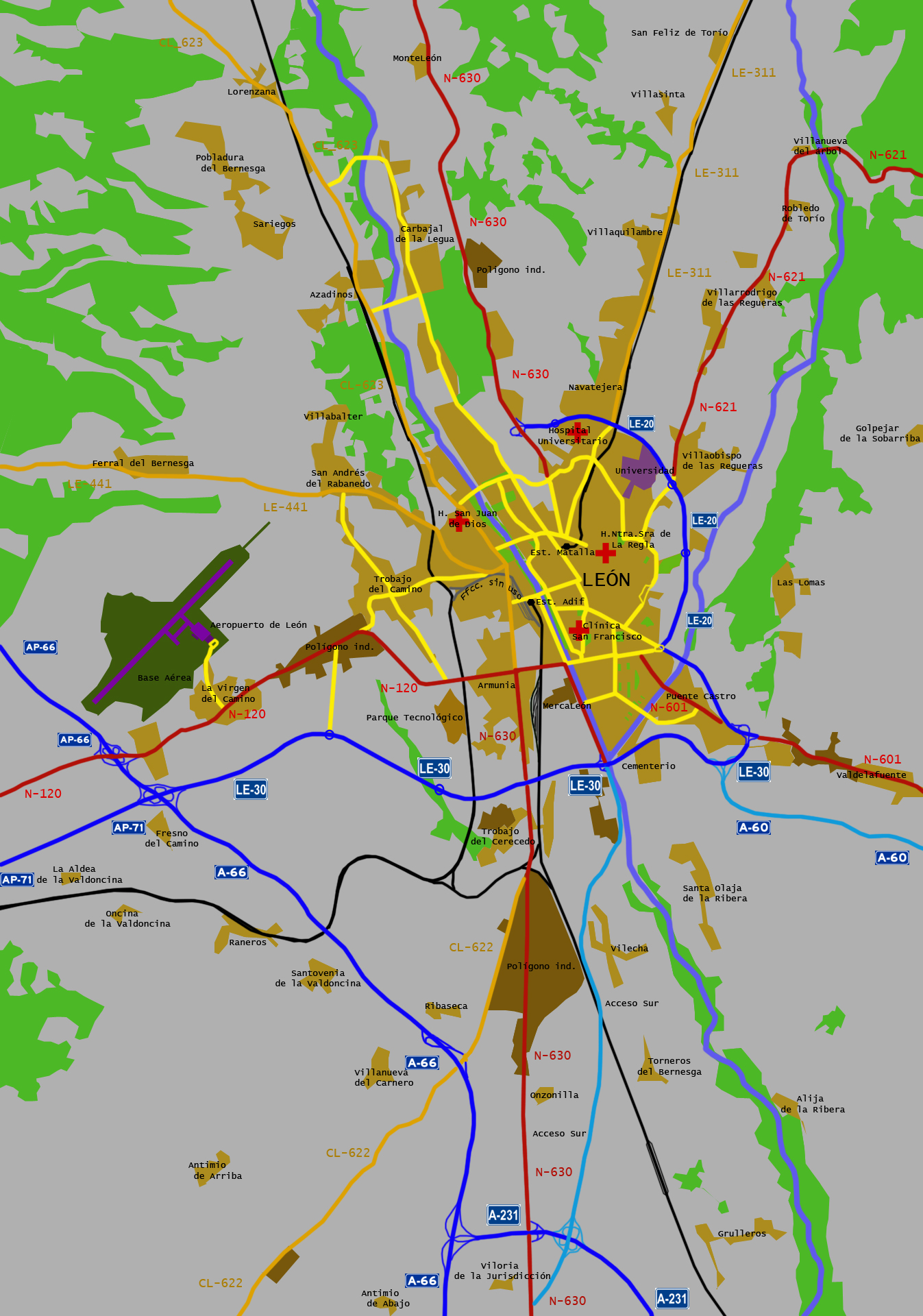
Mapa de carreteras de la ciudad de León.

Dentro de la red principal de comunicaciones, una nutrida red de autovías, autopistas y carreteras tiene origen en León o simplemente pasan por la ciudad. Cuenta con las siguientes vías de gran capacidad:
| Identificador | Itinerario                   |
| ------------- | ---------------------------- |
| A-60          | León-Valladolid (en obras)   |
| A-66 / AP-66  | Gijón-León-Salamanca-Sevilla |
| AP-71         | León-Astorga                 |
| A-231         | León-Burgos                  |

A éstas se les suman las que están planificadas o en construcción como la autovía a La Robla, enmarcada dentro de la A-66. Cabe reseñar que también hay un proyecto para crear una nueva autovía hacia Braganza, en Portugal.
Por último, hay que decir que la ciudad cuenta con varias autovías que actúan como rondas de circunvalación de la ciudad. Están en funcionamiento las rondas Este y Sur y el Acceso Sur, y planteada una Ronda Norte que cerraría el anillo alrededor de la capital leonesa.
| Identificador | Itinerario                                      |
| ------------- | ----------------------------------------------- |
| LE-11         | Variante de la N-630 entre Cembranos y la LE-30 |
| LE-20         | Circunvalación este de León                     |
| LE-30         | Circunvalación sur de León                      |

León también está conectada con otras zonas de España a través de las siguientes carreteras nacionales:
| Identificador | Itinerario                   |
| ------------- | ---------------------------- |
| N-120         | Logroño-Burgos-León-Vigo     |
| N-601         | León-Adanero                 |
| N-621         | León-Unquera                 |
| N-630         | Gijón-León-Salamanca-Sevilla |

Por último, y pertenecientes a la red secundaria, León cuenta con la  CL-622 , que la une con La Bañeza, y la  CL-623 , que la une con Villablino.

### Autobuses

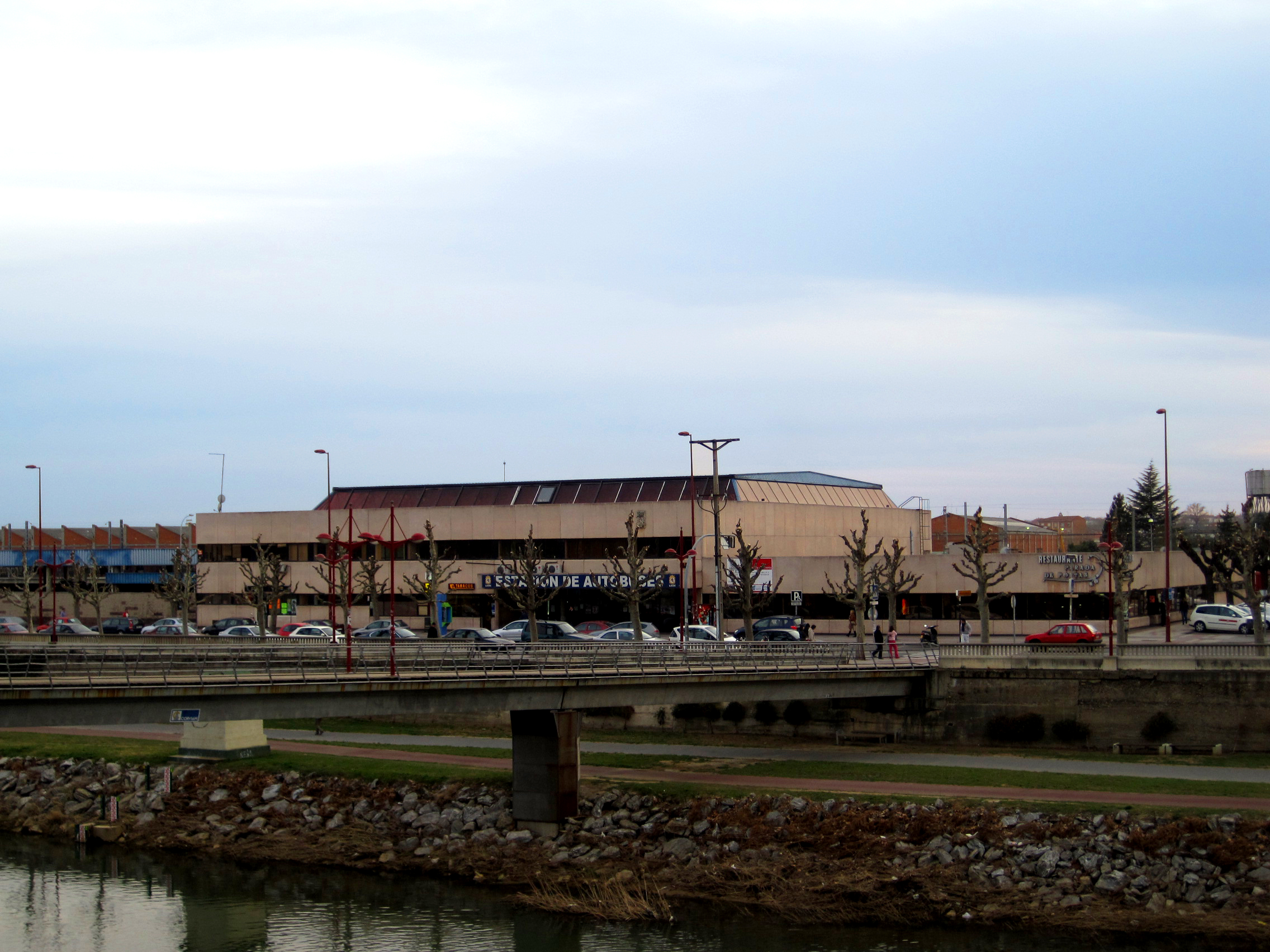
Estación de autobuses de León.

La estación de autobuses de León se encuentra en la Avenida Ingeniero Sáenz de Miera y enlaza la ciudad no solo con diferentes puntos de la provincia y de la comunidad, sino también con destinos nacionales e internacionales.
Entre las distintas compañías, el grupo ALSA es uno de los que más servicios ofrece, enlazando León con múltiples destinos nacionales como por ejemplo La Coruña, Alicante, Barcelona, Bilbao, Gijón, Madrid, Valladolid, Málaga o Sevilla.

### Ferrocarril

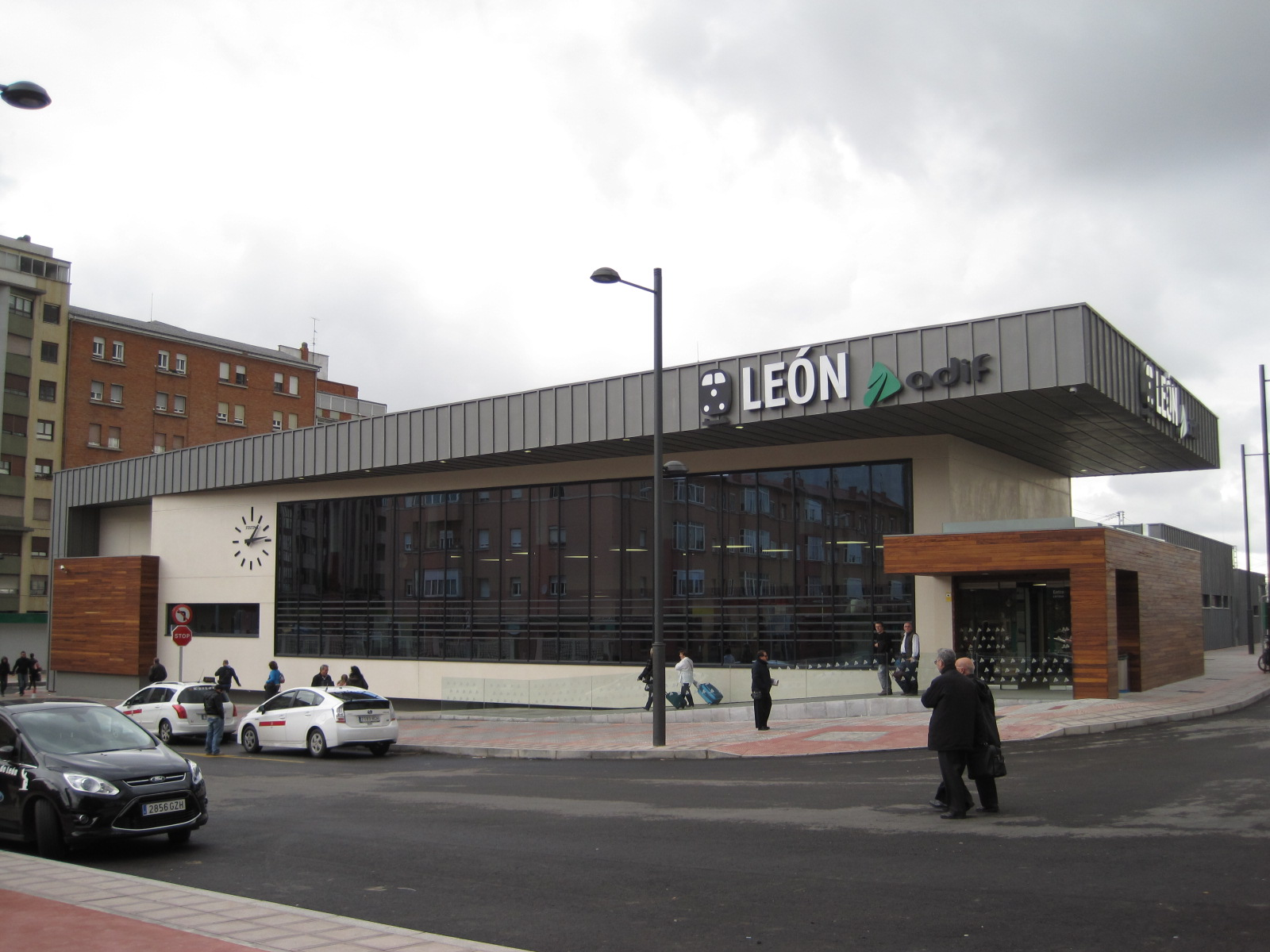
Estación de León.

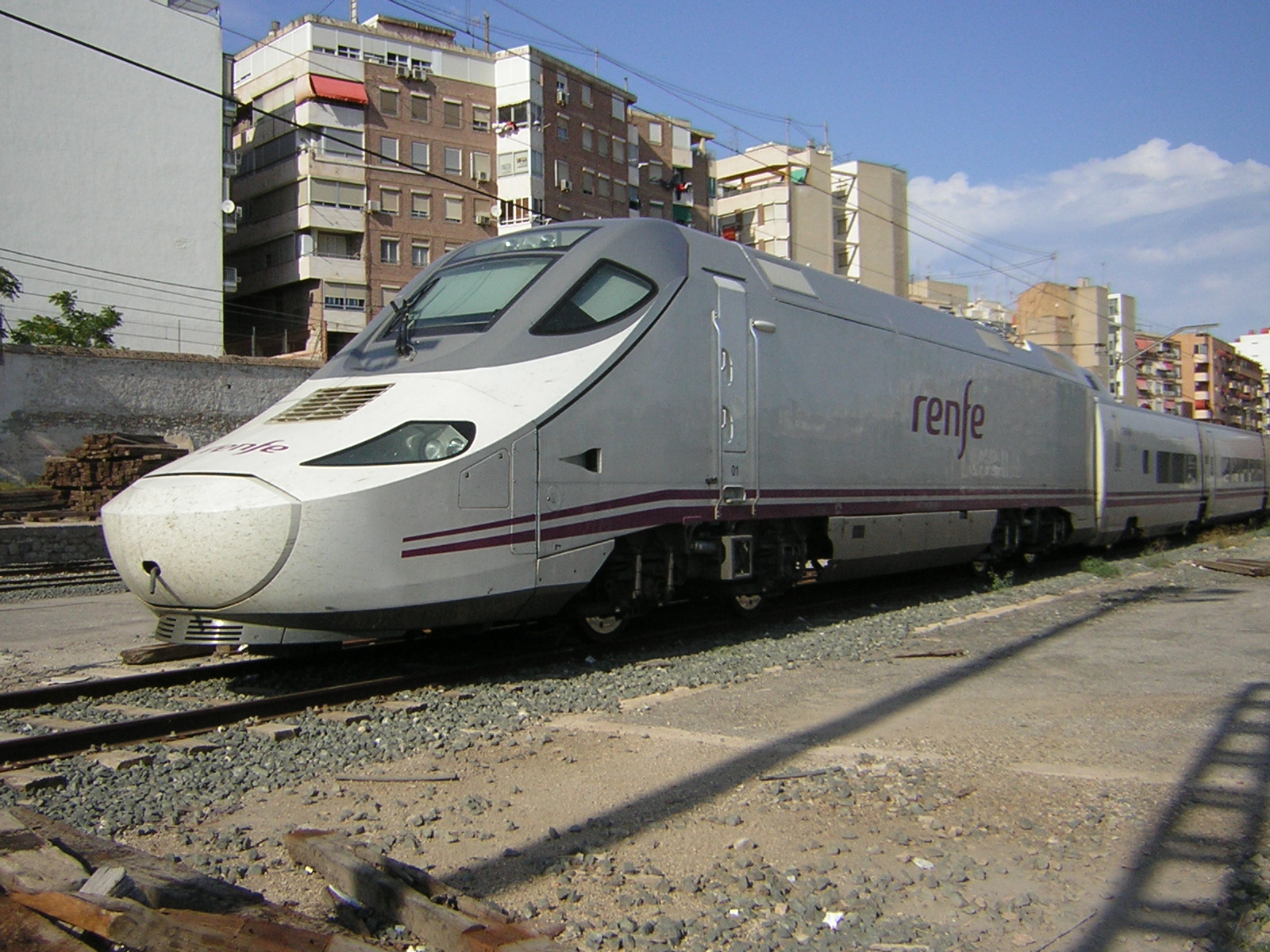
El Alvia hace los servicios a Madrid, Gijón, Vigo y Barcelona desde León.

La ciudad de León es un centro de primer orden en el transporte ferroviario, con vías que en su mayor parte son una herencia del pasado minero de la provincia, así la ciudad cuenta con dos estaciones de ferrocarril: la estación de León, gestionada por Adif y ubicada en el barrio del Crucero, y la estación de Matallana, ubicada en el centro de la ciudad (Avenida Padre Isla), gestionada por Feve y punto de partida del tren Transcantábrico.
La estación de Adif está estructurada en dos alturas, una en superficie en fondo de saco con cuatro vías y otra soterrada y pasante con dos vías. En ella confluyen la línea de alta velocidad Valladolid-Palencia-León y la León-Asturias, esta en construcción. Por su parte, la estación de Matallana (Feve) se encuentra clausurada provisionalmente desde 2011, cuando se iniciaron las obras de la línea de tren-tram en la ciudad, por lo que los trenes parten del apeadero de Asunción/Universidad. Para llegar allí, hay un servicio de autobús que lo sustituye.
Las conexiones que mantiene León por ferrocarril actualmente son las siguientes:

#### Feve
El 19 de marzo de 2003, tras un convenio entre FEVE y la Junta de Castilla y León, se reanudó el recorrido entre León y Bilbao como servicio de pasajeros de trenes regionales (línea R-4), además de servicios denominados cercanías, que habían sido cancelados en las décadas anteriores acusando su falta de rentabilidad. Las líneas en activo son las siguientes:
- 5 servicios diarios a Cistierna
- 1 servicio diario a Guardo
- 1 servicio diario a Bilbao-Concordia

#### Renfe
Renfe es la única operadora ferroviaria en las redes de ancho ibérico y ancho internacional en León. Sus servicios son parte de las grandes líneas que conectan Asturias con Madrid y el Levante y Galicia con Barcelona y el País Vasco.

### Transporte aéreo

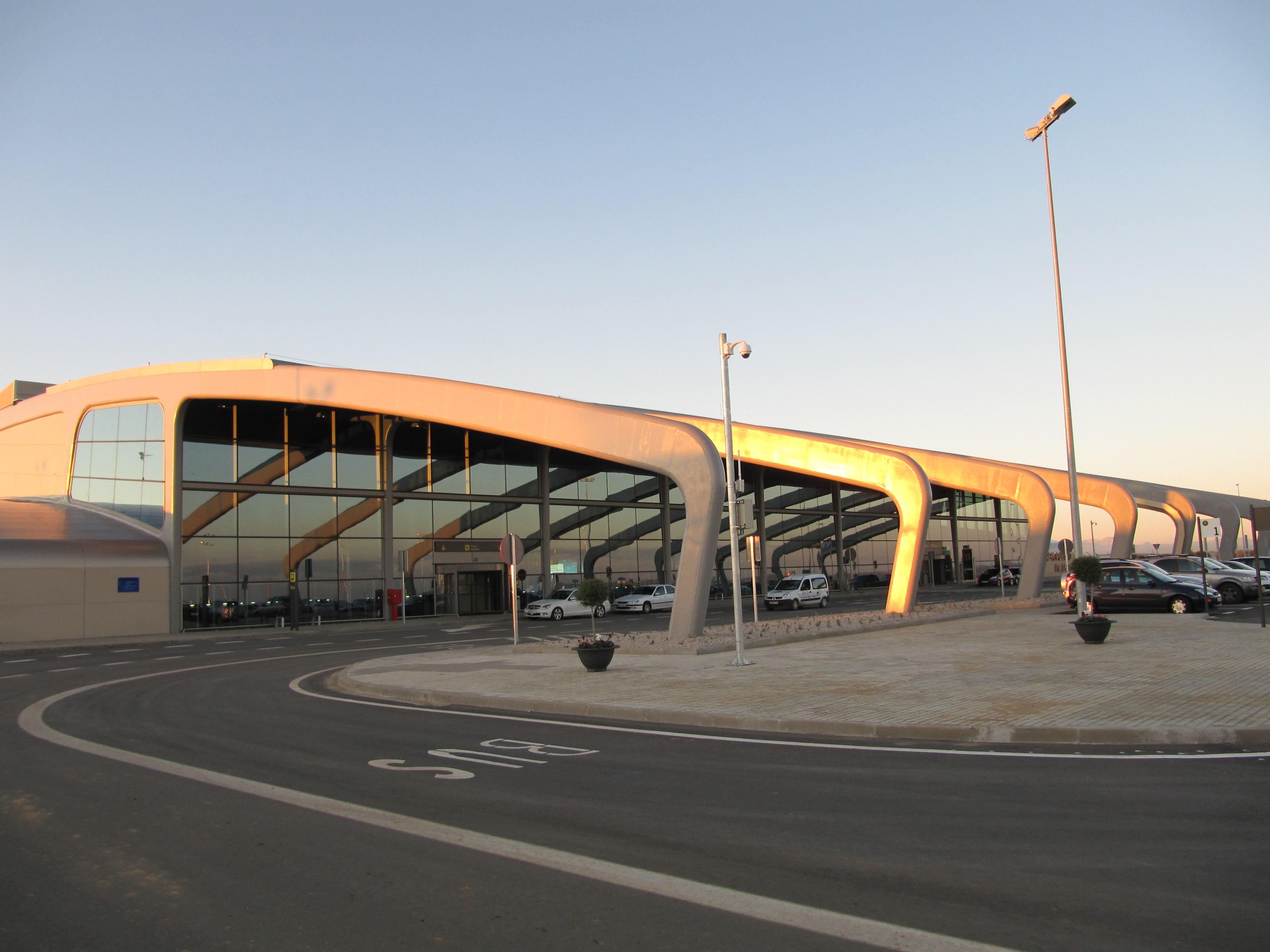
Aeropuerto de León.

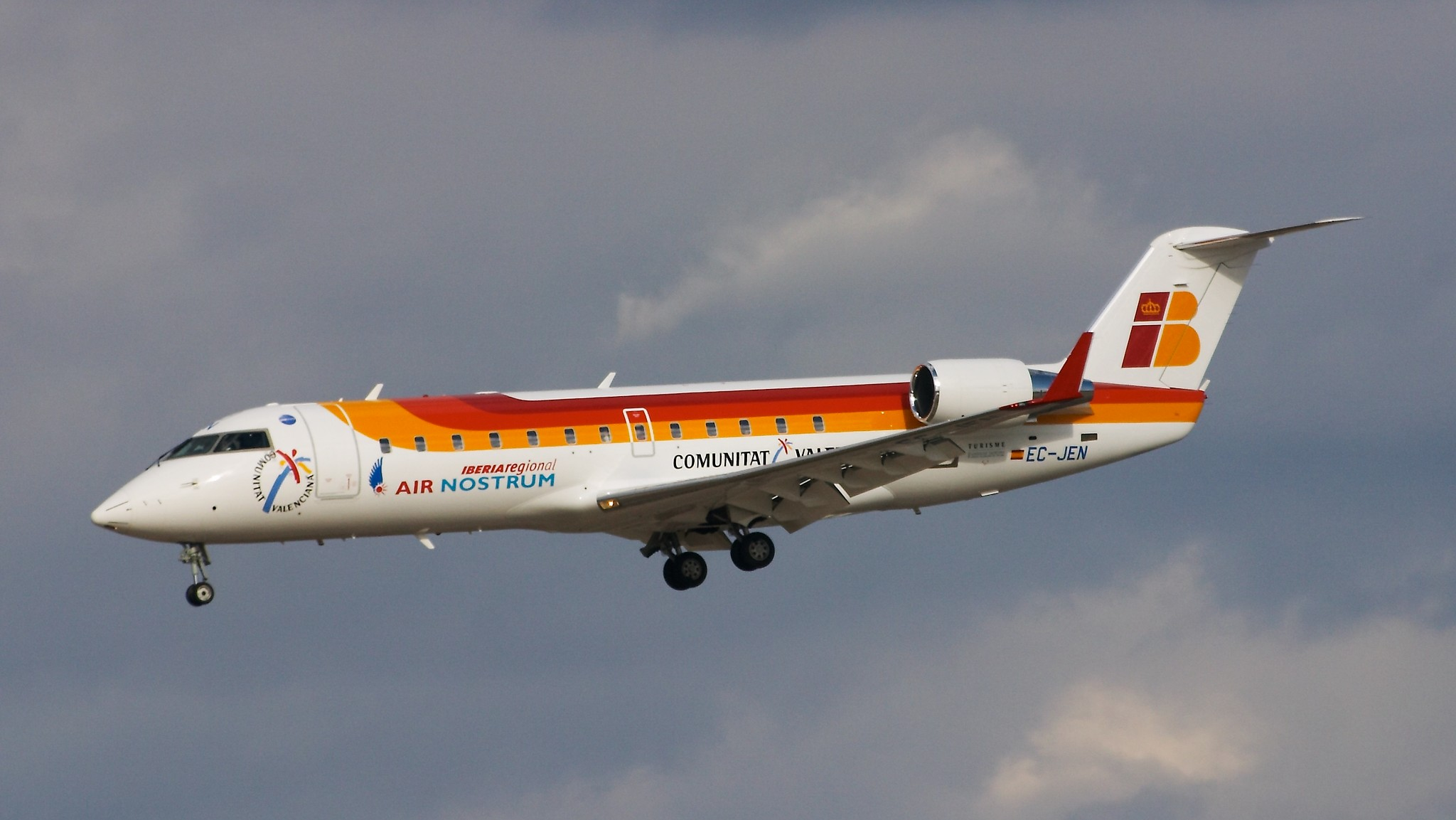
Air Nostrum es, tras la quiebra de LagunAir, la principal aerolínea del aeropuerto leonés.

El Aeropuerto de León, que entró en servicio en el año 1999, está situado en los términos municipales de Valverde de la Virgen y San Andrés del Rabanedo, a seis kilómetros de León. Gestionado por Aena, el aeropuerto ha sido ampliado varias veces a fin de alargar la pista de 1.800 a 3.000 metros en dos fases, y se encuentra desde 2009 hasta 2011 inmerso en una nueva ampliación destinada a incrementar su capacidad, con la construcción de una nueva terminal, la ampliación de su plataforma de estacionamiento y la construcción de un nuevo acceso desde la N-120.
Según las estadísticas de Aena, en 2008 el aeropuerto movió 122.809 pasajeros, 5.700 operaciones y 15,9 toneladas de carga. Esto supone una clara disminución respecto a las cifras de pasajeros del año anterior, en el que se transportaron 161.705 pasajeros y hubo un total de 7.333 operaciones. La caída se explica por el cese de operaciones de Lagun Air, la entrada en servicio del Alvia a Madrid, que entra en competencia con la otrora mayor ruta en número de pasajeros del aeropuerto, y la crisis del tráfico aéreo.
| Destino              | Aerolínea                          |
| -------------------- | ---------------------------------- |
| Madrid               | Air Nostrum                        |
| Barcelona            | Air Nostrum                        |
| Valencia             | Air Nostrum                        |
| París                | Air Nostrum                        |
| Tenerife             | Air Europa                         |
| Palma                | Air Nostrum, Air Europa en verano. |
| Ibiza                | Air Nostrum en verano.             |
| Menorca              | Air Nostrum en verano.             |
| Málaga-Costa del Sol | Air Nostrum en verano.             |
| Gran Canaria         | Air Nostrum en verano.             |